# مايك هارجروف
مايك هارجروف (بالإنجليزية: Mike Hargrove)‏ هو لاعب كرة قاعدة أمريكي، ولد في 26 أكتوبر 1949 في بيريتون في الولايات المتحدة.

## وصلات خارجية
- مايك هارجروف على موقعبيزبول رفرنس.كوم (الدوري الرئيسي) (الإنجليزية)
- مايك هارجروف على موقع مشجعي الرسوم البيانية (الإنجليزية)
- مايك هارجروف على موقع الموسوعة البريطانية (الإنجليزية)